# Гірські дощові ліси Лусону
Гірські дощові ліси Лусону (ідентифікатор WWF: IM0122) — індомалайський екорегіон тропічних та субтропічних вологих широколистяних лісів, розташований на півночі Філіппін. Він вирізняється високим біорізноманіттям та рівнем ендемізму.

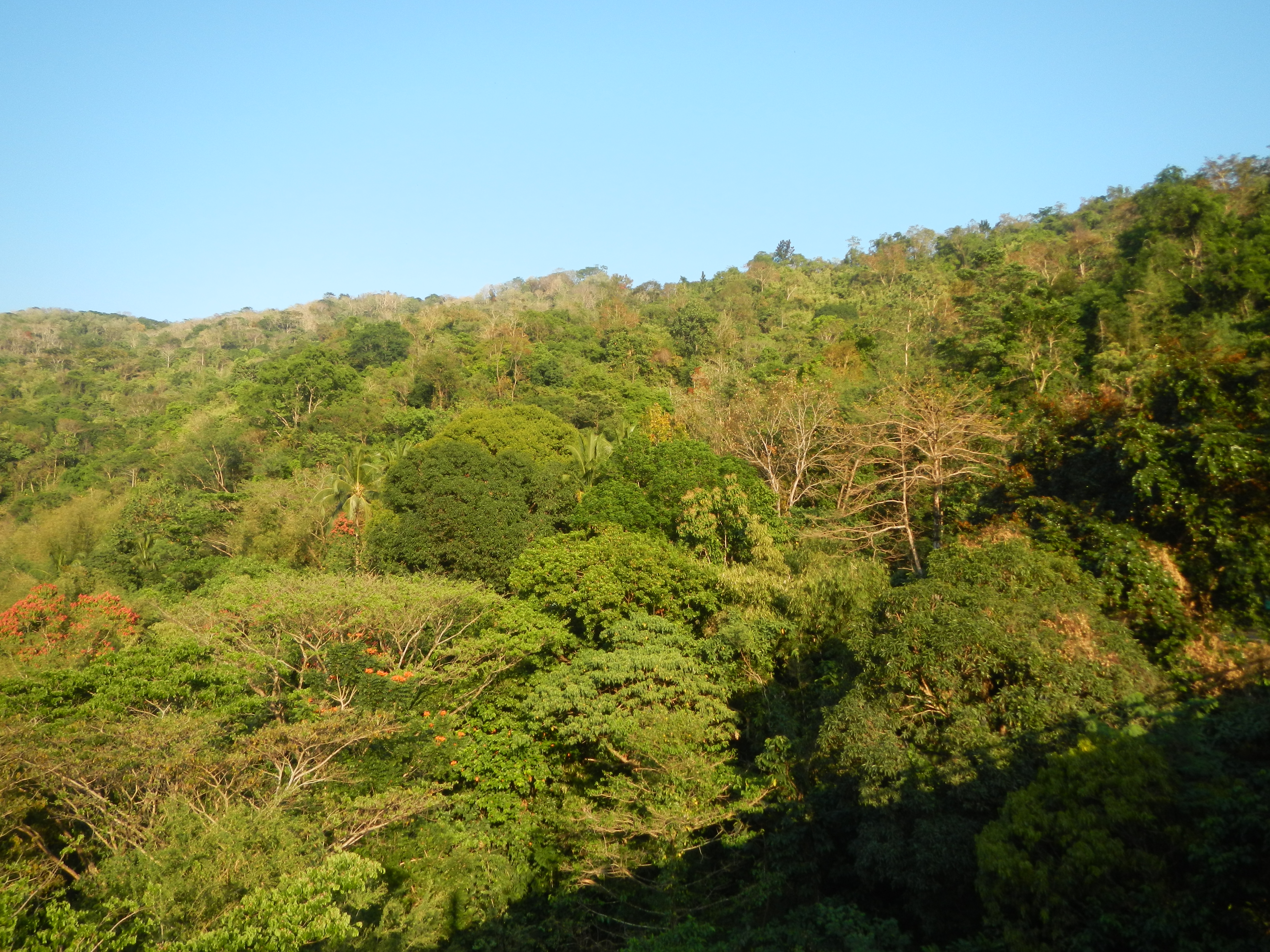
Дощові ліси у високогір'ях Сьєрра-Мадре

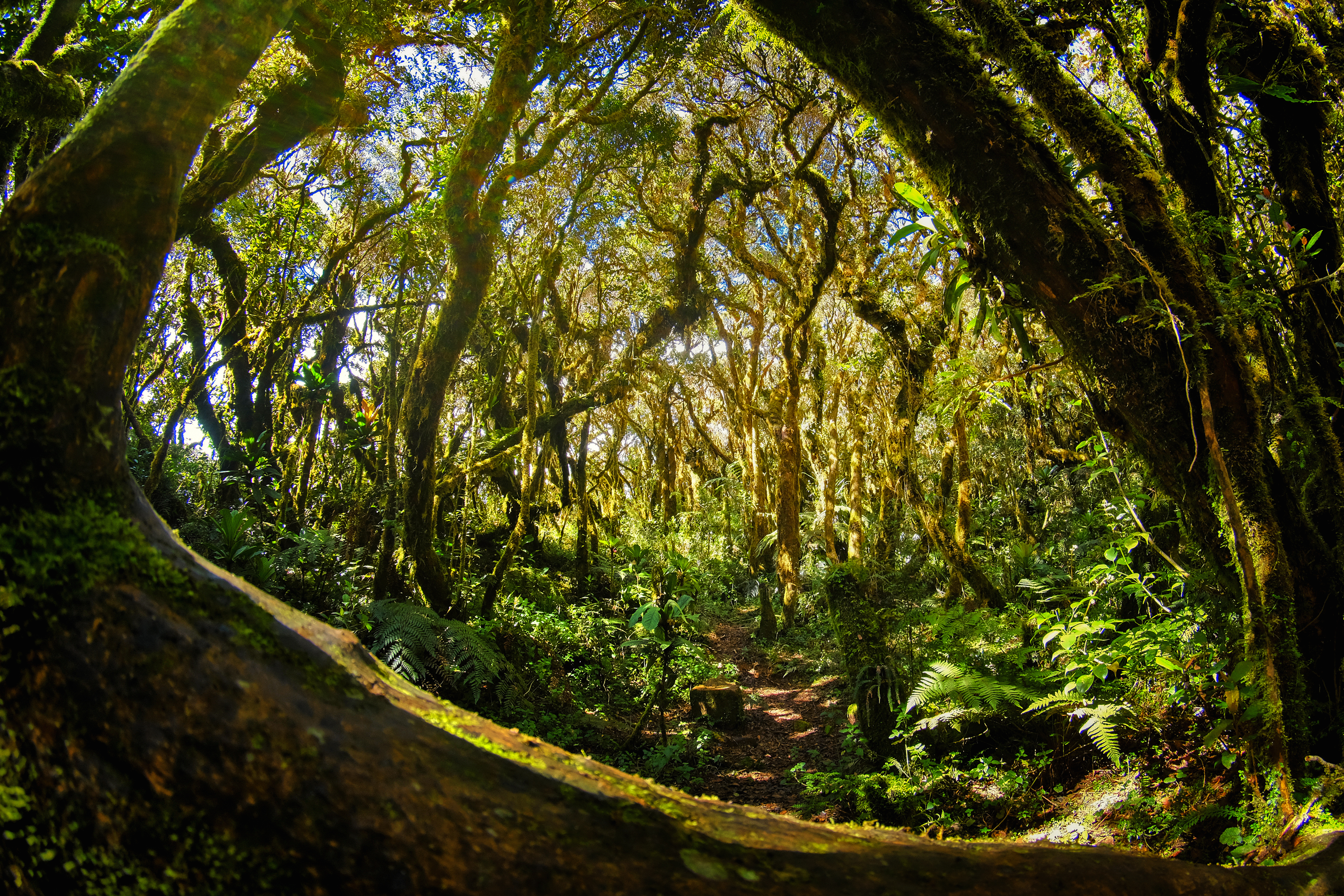
Карликовий ліс у високогір'ях Центральної Кордильєри

## Географія
Екорегіон гірських дощових лісів Лусону охоплює високогір'я острова Лусон, найбільшого острова Філіппін, розташованого на півночі Філіппінського архіпелагу, у західній частині Тихого океану. У північній, найширшій частині острова з півночі на південь простягаються два паралельні гірські масиви — Центральна Кордильєра на заході та Сьєрра-Мадре на сході, розділені широкою Кагаянською долиною. На півдні два гірські хребти поєднуються, утворюючи гори Карабальо. Найвищою вершиною Центральної Кордильєри та всього острова Лусон є сплячий вулкан Пулаг заввишки 2928 м, а найвищою вершиною Сьєрра-Мадре — гора Гуйвань заввишки 1915 м. Вздовж західного узбережжя острова також простягаються гори Замбалес, найвищою вершиною яких є гора Тапулао заввишки 2037 м.
На висоті нижче 1000 м над рівнем моря розташований екорегіон дощових лісів Лусону, який охоплює більшу частину острова, а також деякі сусідні острови. Ізольовані вулканічні вершини висотою понад 1000 м, розташовані на півдні і південному сході Лусону, такі як гори Макілінг, Банахао, Ісарог, Майон та Булусан, також входять до екорегіону дощових лісів Лусону. Більша частина високогір'їв Центральної Кордильєри, зокрема гора Пулаг, входять до екорегіону тропічних соснових лісів Лусону.
Дуже складна геологічна історія Філіппін та острова Лусон мала величезний вплив на природу екорегіону. Вулканічний острів Лусон є частиною Філіппінського рухомого поясу, розташованого на межі кількох літосферних плит. Він утворився близько 27 мільйонів років тому, коли приблизно десять менших вулканічних островів об'єдналися у один великий. Таким чином, Лусон ніколи не був пов'язаний з материковою Азією. Навіть під час плейстоцену, коли рівень Світового океану був на 120 м нижчим, ніж зараз, Лусон не поєднувався з іншими островами Філіппін чи іншими частинами Південно-Східної Азії. Тривала ізоляція Лусону призвела до формування його унікальної флори і фауни, що включає багато ендемічних видів.

## Клімат
На більшій частині екорегіону переважає тропічний клімат, а на найвищих гірських вершинах — високогірний субтропічний клімат (Cwb за класифікацією кліматів Кеппена) або високогірний субтропічний клімат (Cfb за класифікацією Кеппена). На рівнинах Лусону середня температура становить приблизно 25-28 °C і залишається стабільною протягом року, однак зі збільшенням висоти середня температура падає, так що на вершині гори Пулаг середня температура влітку ледь перевищує 10 °C, а взимку може опускатися нижче 0 °C. Середньорічна кількість опадів у високогір'ях Лусону подекуди може становити 10 000 мм, або приблизно в чотири рази вище, ніж в долинах. Їх розподіл протягом року різниться в межах регіону. В горах Сьєрра-Мадре спостерігається слабо виражений сухий сезон з грудня по квітень. В Центральних Кордильєрах та горах Замбалес розподіл опадів є більш сезонним, сухий період триває довше, і загалом опадів випадає менше. Ліси, що ростуть у цих горах, часто страждають від тайфунів, які приходять з Південнокитайського моря і вражають захід Лусону кожні кілька років.

## Флора
Основними рослинними угрупованнями, поширеними в горах на півночі Лусону, є дубові та лаврові ліси, які на більш низьких висотах переходять у діптерокарпові ліси. Основу цих лісів складають представники родин Лаврові (Lauraceae), Ломикаменеві (Saxifragaceae), Букові (Fagaceae), Аралієві (Araliaceae), Миртові (Myrtaceae), Подокарпові (Podocarpaceae) та Чаєві (Theaceae). Серед поширених в екорегіоні дерев слід відзначити гарний житолист (Deutzia pulchra), видовженолисту шеффлеру (Schefflera oblongifolia), літокарпус Вуда (Lithocarpus woodii), дрібнолисту неоліцею (Neolitsea microphylla), дакрикарпус Штейпа (Dacrycarpus steupii), китятколистий тонконасінник (Leptospermum polygalifolium), банкенський сизигіум (Syzygium bankense), блискучу еврію (Eurya nitida), короткочерешковий рододендрон (Rhododendron subsessile) та лусонську клетру (Clethra canescens var. luzonica).
На відміну від діптерокарпусів, дуби та лаври не мають широких дошкоподібних коренів і загалом є більш низькими. Дерева у лісах регіону часто вкриті мохами, іншими епіфітами  та ліанами, зокрема фрейсінетіями (Freycinetia spp.) з родини панданових (Pandanaceae). Підлісок у гірських лісах менш густий, ніж у рівнинних лісах. Зі збільшенням висоти над рівнем моря та, відповідно, зі зниженням температури, розкладання сміття уповільнюється, внаслідок чого утворюється товстий шар лісової підстилки, багатий на гумус.
На найвищих вершинах екорегіону поширені карликові ліси, також відомі як ельфійські ліси. Дерева в цих лісах є дуже низькими і досягають лише кілька метрів заввишки, а їх гілки здаються у кілька разів товщими, ніж вони є насправді, оскільки вони вкриті дуже товстим шаром моху. Через надзвичайно високу вологість та велику кількість органічного матеріалу на деревах та навколо них, на гілках дерев можуть рости наземні рослини, які зазвичай не є епіфітами. Багато ендемічних видів тварин живуть в норах, виритих у товстому шарі ґрунту у цих високогірних лісах.

## Фауна
Серед поширених в екорегіоні ссавців слід відзначити філіппінського замбара (Rusa marianna), філіппінську свиню (Sus philippensis), азійського мусанга (Paradoxurus hermaphroditus), малайську віверу (Viverra tangalunga), філіппінського макаку-крабоїда (Macaca fascicularis philippensis), філіппінського лісового пацюка (Rattus everetti), майже ендемічного лусонського крилана (Otopteropus cartilagonodus) та багатьох інших кажанів та криланів. 
Фауна екорегіону включає багато ендемічних мишей і пацюків. За довгі роки ізоляції ці тварини еволюціонували та спеціалізувалися, адаптувавшись до гірських екосистем "небесних островів" та зайнявши вузькі екологічні ніші. Екологічна складність екорегіону була розкрита нещодавно. До 1990-х років єдиним ендемічним нелітаючим ссавцем, який був відомий із високогір'їв Сьєрра-Мадре, був лусонський риючий пацюк (Crunomys fallax). Але подальші польові дослідження привели до відкриття кількох десятків видів захоплюючих дрібних ссавців, багато з яких є ендеміками окремих гірських масивів. Видове різноманіття зростає в горах Лусону зі збільшенням висоти, однак на найвищих вершинах воно падає через зменшення різноманіття мікросередовищ існування та структурної складності лісів.
Майже ендемічними представниками екорегіону, які окрім високогір'їв, зустрічаються також в долинах Північного Лусону, є аурорські філіппомиші (Apomys aurorae), ірідські філіппомиші (Apomys iridensis), гірські філіппомиші (Apomys sierrae), замбальські філіппомиші (Apomys zambalensis), довгоносі філіппомиші (Apomys sacobianus), дрібнозубі філіппомиші (Apomys microdon), малі філіппомиші (Apomys musculus), лусонські філіппощури (Bullimus luzonicus), лусонські короткоморді пацюки (Tryphomys adustus), північнолусонські велетенські щури (Phloeomys pallidus), лусонські широкозубки (Abditomys latidens), лусонські риючі пацюки (Crunomys fallax), міндорські смугасті пацюки (Chrotomys mindorensis) та лусонські білозубки (Crocidura grayi).
Серед ендемічних ссавців, які зустрічаються на висоті понад 1000 м над рівнем моря, слід відзначити лусонську гірську філіпомишу (Apomys datae), кордильєрську філіпомишу (Apomys abrae), тапулайську філіппомишу (Apomys brownorum), мінганську філіппомишу (Apomys minganensis), лусонського смугастого пацюка (Chrotomys silaceus), лусонську хмарну мишу (Crateromys schadenbergi), гірську землерийкомишку (Soricomys montanus), сьєрра-мадранську землерийкомишку (Soricomys musseri), землерийкомишку Ко (Soricomys leonardocoi), калінзьку землерийкомишку (Soricomys kalinga), велику землерийкомишу (Archboldomys maximus), датайського землерийкощура (Rhynchomys soricoides), білочеревого лусонощура (Carpomys phaeurus), коротконогого лусонощура (Carpomys melanurus), сьєрра-мадранську деревомишку (Musseromys anacuao), пулазьку деревомишку (Musseromys beneficus), амуяоську деревомишку (Musseromys inopinatus), тапулайського риючого пацюка (Rhynchomys tapulao), великозубого хутрохвоста (Batomys dentatus) та лусонського хутрохвоста (Batomys granti).
Орнітофауна екорегіону також вирізняється високим різноманіттям та рівнем ендемізму. Лусонські триперстки (Turnix worcesteri) та золотоголові квіткоїди (Dicaeum anthonyi) зустрічаються лише у високогір'ях Лусону, на висоті понад 1000 м над рівнем моря. Серед майже ендемічних птахів, поширених в екорегіоні, слід відзначити лусонського голуба (Gallicolumba luzonica), лусонського тілопо (Ptilinopus marchei), жовтогрудого тілопо (Ptilinopus merrilli), лусонську левінію (Lewinia mirifica), філіппінську триперстку (Turnix ocellatus), філіппінську слукву (Scolopax bukidnonensis), лусонську малкогу (Dasylophus cumingi), рудого коукала (Centropus unirufus), лусонського дзьобака (Chrysocolaptes haematribon), філіппінську торомбу (Mulleripicus funebris), лусонського папугу-віхтьохвоста (Prioniturus montanus), філіппінську сплюшку (Otus megalotis), лусонську сплюшку (Otus longicornis), лусонську очеретянку (Horornis seebohmi), синьогорлу нільтаву (Cyornis herioti), філіппінську горихвістку (Phoenicurus bicolor), синьоголову віялохвістку (Rhipidura cyaniceps), лусонську піту (Erythropitta kochi), лусонську робсонію (Robsonius rabori), бурштинову робсонію (Robsonius thompsoni), гірського куцокрила (Locustella seebohmi), довгохвостого куцокрила (Locustella caudata), смугастого квічаля (Geokichla cinerea), лусонського баблера (Sterrhoptilus dennistouni), рудощоку тимелію-темнодзьоба (Zosterornis whiteheadi), північного свистуна (Pachycephala albiventris), північного філіпінника (Rhabdornis grandis), лусонську вивільгу (Oriolus albiloris), білолобу синицю (Sittiparus semilarvatus), білощокого снігура (Pyrrhula leucogenis) та лусонського папужника (Erythrura viridifacies). Більшість з них також зустрічаються в низинах острова. 
Ендемізм у горах Лусону яскраво виражений й серед інших таксономічних груп. Так, близько 70 % плазунів та амфібій є ендеміками екорегіону. 

## Збереження
Гірські ліси Лусону, багаті на ендемічні рослини та тварини, перебувають під загрозою зникнення внаслідок вирубки та перетворення на сільськогосподарські угіддя. Тим не менш, вони краще збереглися, ніж навколишні низинні ліси, а близько половини території Сьєрра-Мадре входить до природних заповідників.
Оцінка 2017 року показала, що 3813 км², або 46 % екорегіону, є заповідними територіями. Природоохоронні території включають: Природний парк півночі Сьєрра-Мадре, Пеньябланкський природний заповідник, Природний заповідник Казекнан та Природний заповідник Кіріно.